# Агнеса Ядвіга Ангальтська
Агнеса Ядвіга Ангальтська (нім. Agnes Hedwig von Anhalt, 12 березня 1573 — 3 листопада 1616) — ангальтська принцеса з династії Асканіїв, донька князя Ангальту Йоахіма Ернста та вюртемберзької принцеси Елеонори, друга дружина курфюста Саксонії Августа (протягом місяця у 1586 році), а після його смерті — герцога Шлезвіг-Гольштейн-Зондербургу Ганса II. Настоятелька абатства Святого Кіріака в Гернроде у 1581—1586 роках.

## Біографія

### Ранні роки
Народилась 12 березня 1573 року в Дессау. Була другою дитиною та старшою донькою в родині князя Ангальту Йоахіма Ернста та його другої дружини Елеонори Вюртемберзької. Мала старшого брата Бернхарда, а також трьох єдинокровних сестер та двох братів від першого шлюбу батька. Згодом сімейство поповнилося вісьмома молодшими дітьми.
Резиденцією родини був замок Йоганнбау в Дессау. Батько був типовим князем епохи Відродження, який підтримував культуру та мистецтво. Він також провів юридичну реформу, сприяв розвитку освіти, брав участь у богословській полеміці, проводив при дворі лицарські ігри. Разом з тим, борги країни зростали.
У 8-річному віці Аґнеса Ядвіґа була відправлена настоятелькою в абатство Святого Кіріака в Гернроде, звідки вийшла у 1586 році, аби вийти заміж.

### Перший шлюб

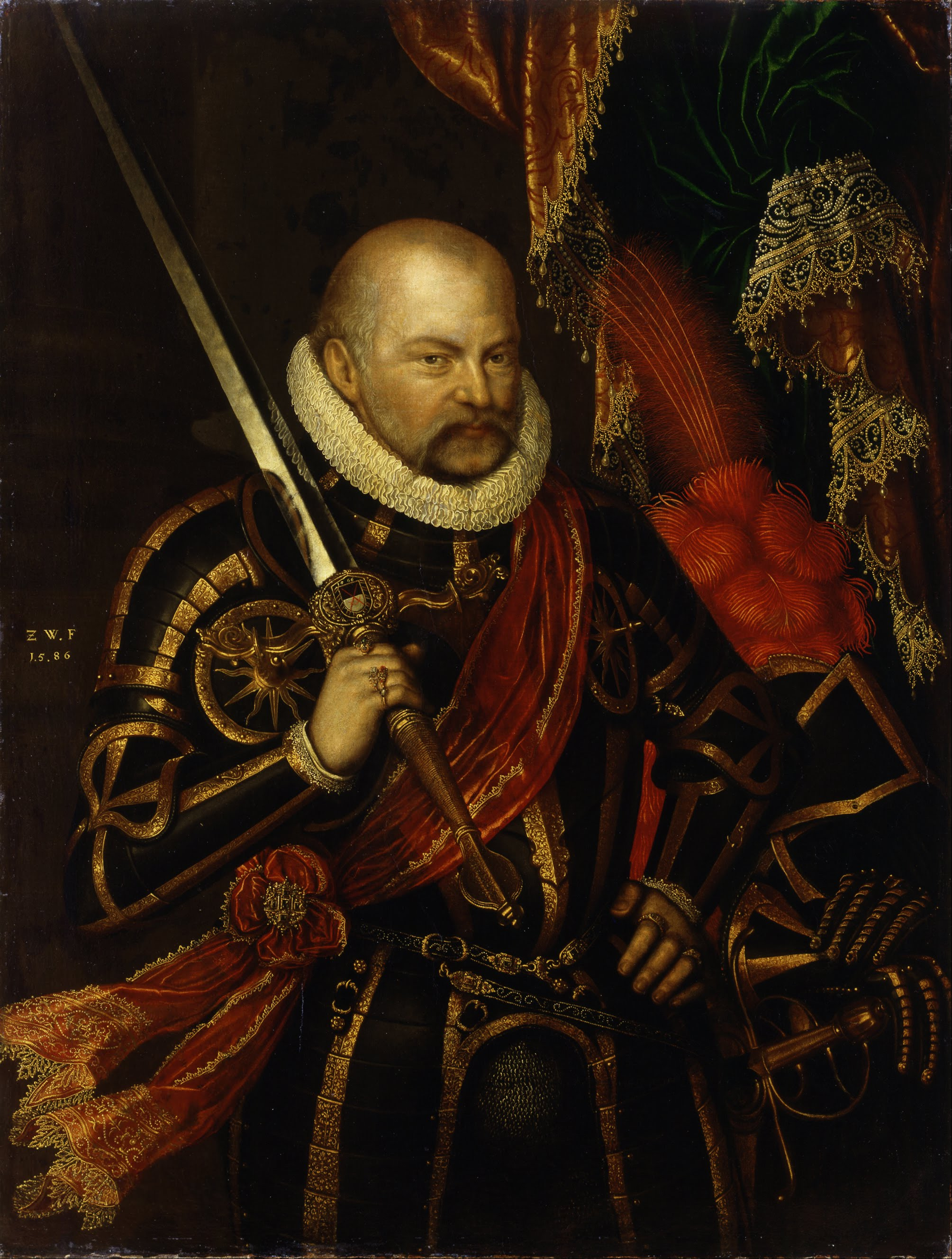
Портрет Августа Саксонського, 1586

12-річну принцесу видали за 60-річного курфюста Саксонії Августа. Наречений був удівцем, мав чотирьох дорослих дітей від першого шлюбу та трьох онуків. Вінчання пройшло 3 січня 1586 року в Дессау, через три місяці після смерті першої дружини курфюрста. За два тижні після свого весілля Август видав заміж найменшу доньку.
Аґнеса Ядвіґа, як подарунок до шлюбної ночі, попросила звільнити вченого та реформатора церкви Каспара Пойсера, який перебував в ув'язненні в Плайссенбурзі. Після звільнення той став лейб-медиком і радником при дворі в Дессау.
Август помер за місяць після весілля з Аґнесою Ядвіґою, 11 лютого 1586 року. Курфюрстіна отримала замок Ліхтенбург як удовину долю, але ніколи в ньому не жила. Дітей у подружжя не народилося.

### Другий шлюб

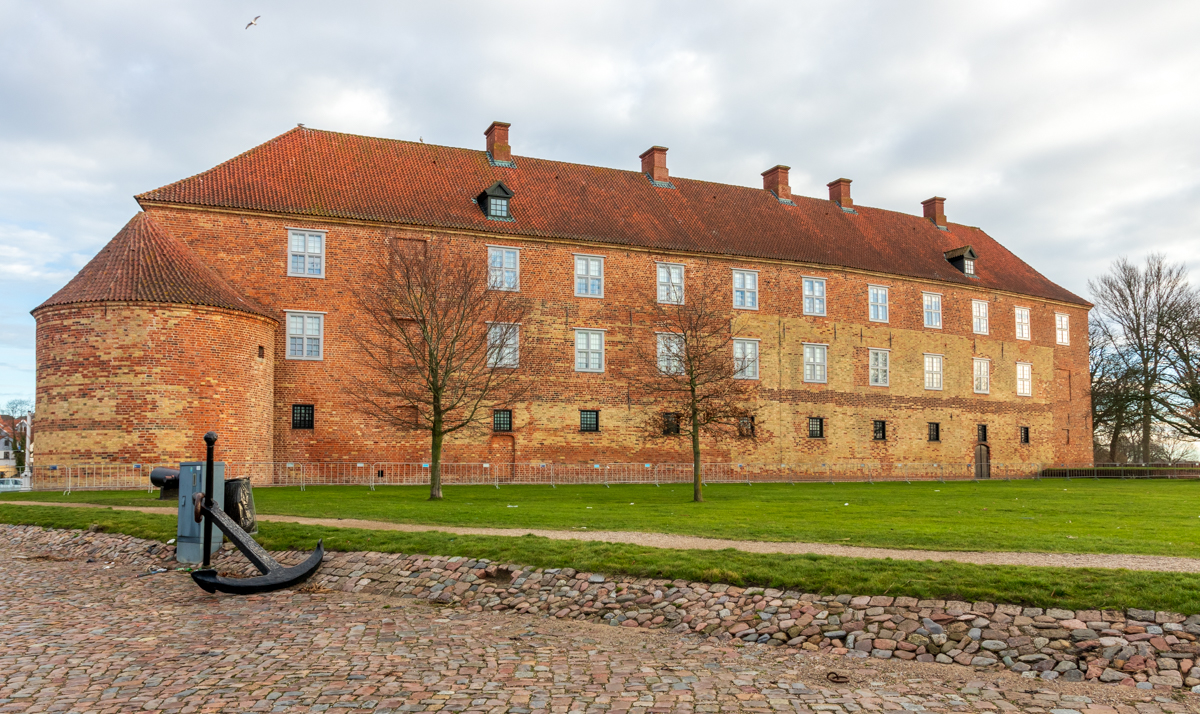
Зондербурзький замок

У 14-річному віці була видана заміж вдруге. Її чоловіком став 42-річний герцог Шлезвіг-Гольштейн-Зондербургу Ганс II. Наречений також був удівцем і мав чотирнадцятеро дітей від першого шлюбу. Посаг нареченої становив 30 000 рейхсталерів. Весілля пройшло 14 лютого 1588 року в замку Зондербург, який Ганс перетворив з колишньої фортеці у чудову резиденцію епохи Відродження. Гостями на церемонії були король Данії Фредерік II із дружиною Софією та кронпринцом Крістіаном.
Чоловік Аґнеси Ядвіґи був не суверенним правителем, а титулярним володарем земель, підвласних данській короні. Він не мав права патронажу церкви та привілеї чеканки монет, хоча й активно протестував проти цього. Брав активну участь у політичному житті Данії й підтримував, овдовілу у квітні 1588 році, королеву Софію. У 1588—1589 роках навіть існували плани щодо його розлучення з молодою дружиною та подальшого одруження з королевою. Втім, наступного року герцогиня завагітніла і у квітні 1590 народила первістка. Всього у подружжя було дев'ятеро дітей:
Резиденцією сімейства слугував Зондербурзький замок. Роль заміського маєтку виконував замок Глюксбург, розташований на Фленсбурзькому фьорді. Двір був пишним, також велися дорогі будівничі проекти. Ганс намагався винайти кошти на це максимальною експлуатацією своїх підданих.
Аґнеса Ядвіґа померла 3 листопада 1616 року в 43-річному віці. Похована у каплиці герцога Ганса у Зондербурзі.

## Родина

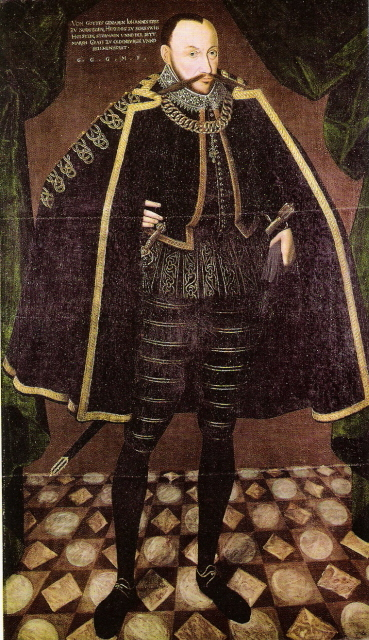
Портрет Ганса II

Чоловік —  Август Саксонський
Дітей не було

Чоловік — Ганс II
Діти:
- Елеонора (1590—1669) — одружена не була, дітей не мала;
- Анна Сабіна (1593—1659) — дружина герцога Вюртемберг-Вайльтінгену Юлія Фрідріха, мала дев'ятеро дітей;
- Йоганн Георг (1594—1613) — одруженим не був, дітей не мав;
- Йоахім Ернст (1595—1671) — герцог Шлезвіг-Гольштейн-Зондербург-Пльону, був одруженим з Доротеєю Августою Гольштейн-Готторпською, мав шестеро дітей;
- Доротея Сибілла (13 липня—21 серпня 1597) — прожила місяць;
- Доротея Марія (1599—1600) — прожила 9 місяців;
- Бернхард (12—26 квітня 1601) — прожив 2 тижні;
- Аґнеса Магдалена (1602—1607) — прожила 4 роки;
- Елеонора Софія (1603—1675) — дружина князя Ангальт-Бернбургу Крістіана II, мала п'ятнадцятеро дітей.